# YES Network
YES Network (Yankee Entertainment and Sports Network) est une chaîne de télévision sportive régionale américaine qui diffuse des événements sportifs dans les États de New York, New Jersey, Connecticut et parties de la Pennsylvanie.

## Programmation
La chaîne diffuse les matchs des équipes professionnelles suivantes :
- Yankees de New York (MLB)
- Nets de Brooklyn (NBA)

ainsi que la couverture des sports collégiaux suivants :
- Ivy League
- Big 12 Conference (via ESPN Plus)
- New York - Penn League (Yankees de Staten Island)

Les matchs des Giants de New York (NFL) ont été diffusés de 2002 à 2007 sur YES, maintenant sur WNYW et WWOR-TV appartenant à Fox.

## Histoire
Le 28 août 2018, les Yankees de New York annoncent leur intention d'acheter la chaîne YES Network à Disney après le rachat de la 21st Century Fox et pour satisfaire le département de la Justice des États-Unis. Le 11 novembre 2018, les Yankees de New York confirment être pourparlers avec Disney pour acheter l'intégralité de YES Network.
Le 8 mars 2019, Disney aurait accepté l'offre des Yankees, Amazon et Sinclair Broadcast Group des 80 % de YES Network pour 3,47 milliards d'USD,. Le 29 août 2019, Disney finalise la vente des 80 % qu'elle détient dans YES Network à un groupe d'investisseurs dont les Yankees, Sinclair Broadcast Group, Amazon et RedBird Capital,.

## Personnalités
- Michael Kay, commentateur principal (play-by-play) des matches des Yankees de New York
- Ken Singleton, analyste (color commentator) des matches des Yankees de New York
- Meredith Marakovits (en), reporter